# قرار مجلس الأمن التابع للأمم المتحدة رقم 1796
قرار مجلس الأمن التابع للأمم المتحدة رقم 1796، المتخذ بالإجماع في 23 يناير 2008.

## القرار
قرر مجلس الأمن تجديد ولاية بعثة الأمم المتحدة في نيبال لمدة ستة أشهر، حتى 23 تموز / يوليو، بناء على طلب من حكومة البلد واستنادا إلى توصية الأمين العام.
أعرب المجلس عن دعمه الكامل لاتفاق السلام الشامل المؤرخ 21 تشرين الثاني / نوفمبر 2006، الذي وقعته الحكومة والحزب الشيوعي النيبالي (الماوي). ودعا جميع الأطراف إلى الحفاظ على الزخم في تنفيذ الاتفاق، والعمل معا من أجل إحراز تقدم نحو انتخابات الجمعية التأسيسية المقرر إجراؤها في 10 أبريل / نيسان.
وعقب الاعتماد، أعرب ممثل نيبال عن ثقته في أن بلاده ستتمكن في الأشهر الستة المقبلة من إحراز تقدم في عملية السلام، بما في ذلك إجراء انتخابات الجمعية التأسيسية في 10 نيسان / أبريل. وأكدت نيبال للمجلس أنها ستتعاون بشكل كامل مع الممثل الخاص للأمين العام في تنفيذ الولاية التي جددت للتو.
وفي رسالة من الممثل الدائم لنيبال وموجهة إلى الأمين العام، أُحيل طلب الحكومة إلى المجلس في رسالة من الأمين العام مؤرخة 27 كانون الأول / ديسمبر 2007. جاء الطلب عقب مشاورات داخل تحالف الأحزاب السبعة بنيبال وعَكَس توافق الآراء بين جميع الأحزاب، بما في ذلك الحزب الشيوعي النيبالي (الماوي)، الذي كان حاليًا خارج الحكومة المؤقتة.

## روابط خارجية
- نص القرار في undocs.org